# Cleidogona laminata
Cleidogona laminata är en mångfotingart som beskrevs av Cook och Collins 1895. Cleidogona laminata ingår i släktet Cleidogona och familjen Cleidogonidae. Inga underarter finns listade i Catalogue of Life.